# Доброскок Дмитро Михайлович
Дмитро Михайлович Доброскок  (рос. Дмитрий Михайлович Доброскок, 1 березня 1984) — російський стрибун у воду, олімпійський медаліст.

## Виступи на Олімпіадах
| Олімпіада  | Дисципліна                | Місце |
| ---------- | ------------------------- | ----- |
| Афіни 2004 | вишка                     | 11    |
| Афіни 2004 | синхронні стрибки з вишки | 6     |
| Пекін 2008 | синхронні стрибки з вишки | 3     |